# Borgne (Haiti)
Borgne, in creolo haitiano Obòy, è un comune di Haiti, capoluogo dell'arrondissement omonimo nel dipartimento del Nord.